# Dariusz Milczarek
Dariusz Tadeusz Milczarek (ur. 1952) – polski politolog, doktor habilitowany, profesor UW. Od 1995 wicedyrektor, a od 2005 dyrektor Centrum Europejskiego Uniwersytetu Warszawskiego; kierownik Programu Wydawniczego CE i redaktor naczelny kwartalnika naukowego „Studia europejskie”.
Politolog zajmujący się nauką o stosunkach międzynarodowych (specjalność integracja europejska i europeistyka). Główne zainteresowania badawcze: polityczno-militarne aspekty procesów integracyjnych w Europie, polityka zagraniczna i bezpieczeństwa Unii Europejskiej; pozycja i rola UE w świecie.
Autor kilkudziesięciu rozpraw naukowych, w tym prac książkowych: „Pozycja i rola Unii Europejskiej w stosunkach międzynarodowych. Wybrane aspekty teoretyczne” (Warszawa 2003) oraz „Unia Europejska we współczesnym świecie” (Warszawa 2005), a także redaktor i współautor m.in. podręczników akademickich: „Integracja europejska. Wybrane problemy” (Warszawa 2003) oraz „Europeistyka w zarysie” (Warszawa 2006).

## Informacje dodatkowe
- Centrum Europejskie Uniwersytetu Warszawskiego
- Strona Centrum Europejskiego UW
- Program Wydawniczy CE UW. ce.uw.edu.pl. [zarchiwizowane z tego adresu (2009-12-23)].